# 小叢殼科
小叢殼科（Glomerellaceae）是糞殼菌綱下的一个科，属于子囊菌门真菌，是一种植物病原体。小叢殼科的名称首次在2007年建议。

## 屬
小叢殼科一共下属六个属：
- Blennorella（英语：Blennorella）
- 毛盘孢属（Colletotrichum）
- Ellisiellina（英语：Blennorella）
- Haplothecium（英语：Blennorella）
- Peresia（英语：Blennorella）
- Schizotrichella（英语：Blennorella）
- 丛刺盘孢属（Vermicularia）

## 外部連結
- 维基共享资源上的相關多媒體資源：小叢殼科